# Takayuki Inoue
Takayuki Inoue (井上堯之, Takayuki Inoue) (graphie alternative 井上 孝之), né le 15 mars 1941 et mort le 2 mai 2018, est un guitariste, chanteur et compositeur japonais  originaire de Kobe.

## Biographie
Après ses études, Inoue a d'abord été itamae avant d'entamer sa carrière musicale à la suite d'une audition télévisée. Il sera d'abord choriste et danseur dans un trio appelé les "Three Jets", mais rejoindra ensuite le groupe The Spiders pour lequel il apprendra à jouer de la guitare, le groupe étant influencée par le son beat.
Après la dissolution des Spiders en 1971, Inoue jouera dans différentes formations, notamment PYG, le Inoue Takayuki Band, le Inoue Takayuki AG ou encore Sans Filtre. Il sera aussi musicien pour Kenji Sawada et compositeur de bandes originales de séries télévisées et de films, pour lesquelles il obtiendra plusieurs récompenses.
Inoue a pris sa retraite de sa carrière musicale en 2009, après avoir révélé souffrir d'un emphysème pulmonaire.

## Autres activités
Inoue participe à la course "La Fest a Mille Miglia 2000" à bord d'une Alfa Romeo Giulietta Spider 1956, ainsi qu'à la course "La Fest a Mille Miglia 2003" à bord d'une Maserati 150S avec Masaaki Sakai.
Il publie son autobiographie, Spiders Arigatou!, en janvier 2005.

## Discographie solo

### Albums
- Water Mind (1976)
- Don't Drink Water 〜 Water Mind II (1977)
- On the Boat (1979)
- It's Never Too Late (1980)
- Water Band Wagon (1981)
- Inoue Takayuki Band (1997) (avec le Inoue Takayuki Band)
- Eiga "Kizu Darakeno Tenshi" Ongakushuu (1997) (avec le Inoue Takayuki Band)
- Be a Cowboy (1997) (avec le Inoue Takayuki Band)
- Inoue Takayuki AG (2002) (avec le Inoue Takayuki AG)
- Remember (2003)
- Smooby (2003)
- Super Water (2004)
- 2003 the Live in 20th.August (2004)
- Inoue Takayuki no Sekai (2006)
- Feelingly (2007) (avec le Inoue Takayuki Mindless John Trio)
- Inochi no Hana (2007)
- White Line (2008)
- Comeback (2009)

## Musiques de film
- 1979 : L'Homme qui a volé le soleil (太陽を盗んだ男, Taiyō o nusunda otoko?) de Kazuhiko Hasegawa
- 1981 : Orage lointain (遠雷, Enrai?) de Kichitarō Negishi
- 1983 : La Taverne Chōji (居酒屋兆治, Izakaya Chōji?) de Yasuo Furuhata
- 1985 : Seburi monogatari (瀬降り物語?) de Sadao Nakajima
- 1985 : Koibumi (恋文?) de Tatsumi Kumashiro
- 1986 : L'Homme des passions (火宅の人, Kataku no hito?) de Kinji Fukasaku